# Clathria spongigartina
Clathria spongigartina är en svampdjursart som först beskrevs av De Laubenfels 1930.  Clathria spongigartina ingår i släktet Clathria och familjen Microcionidae. Inga underarter finns listade i Catalogue of Life.